# سيندي برنارد
سيندي برنارد (بالإنجليزية: Cindy Bernard)‏ هي فنانة أمريكية، ولدت في 1959.